# Ostfriedhof (Leipzig)

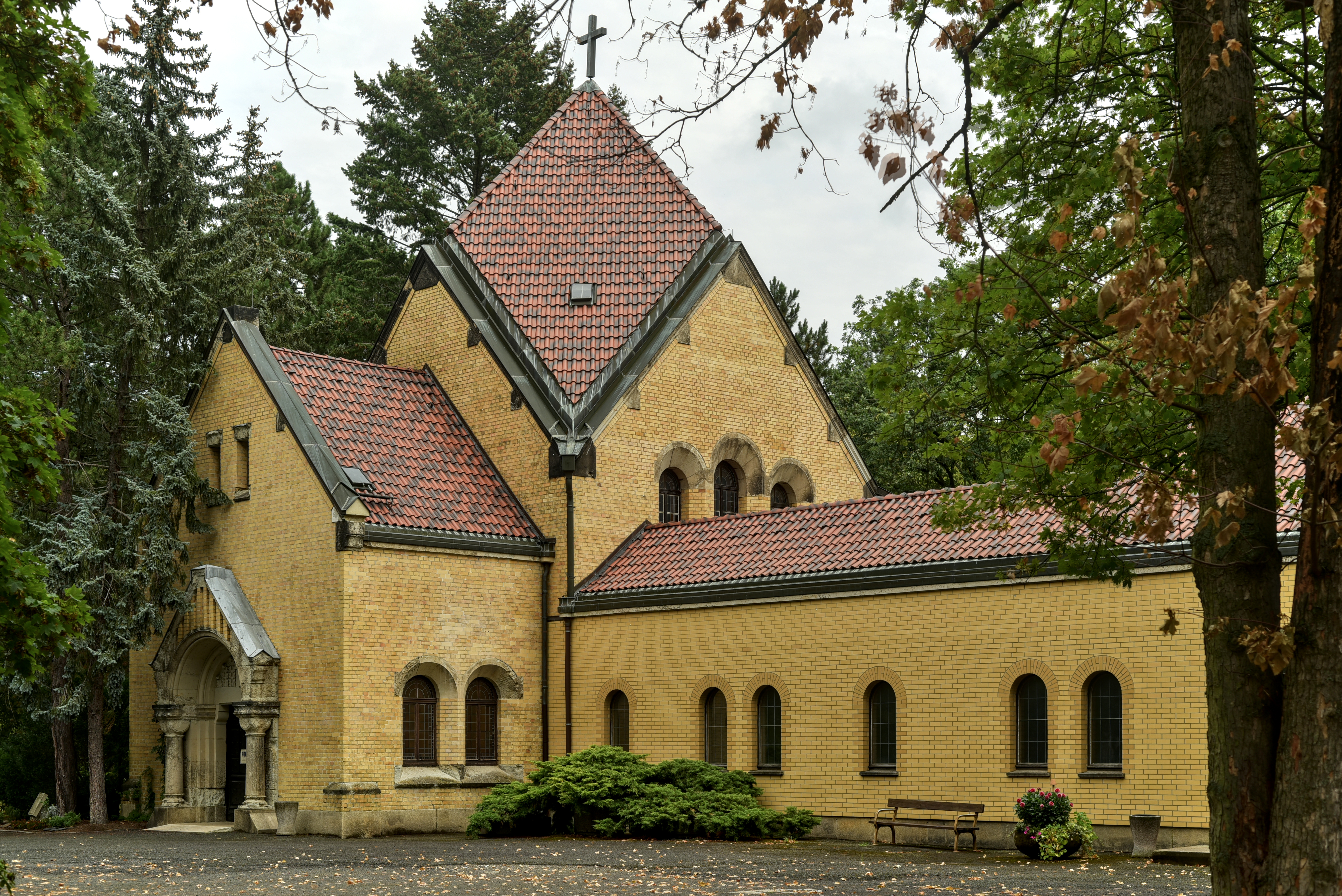
Friedhofskapelle des Ostfriedhofs (2020)

Der Ostfriedhof ist nach dem Südfriedhof der zweitgrößte kommunale Friedhof in Leipzig. Er  besteht seit 1878 und hat auf rund 19 Hektar 38.000 Grabstellen. Seine Adresse lautet Oststraße 119. Zahlreiche Gedenkorte auf dem Gelände erinnern an Kriegsverbrechen und Verbrechen gegen die Menschlichkeit während des Nationalsozialismus. Der Friedhof mit seinen Einrichtungen steht unter Denkmalschutz.

## Lage und Gestaltung
Der Ostfriedhof liegt im Leipziger Stadtbezirk Ost im Ortsteil Anger-Crottendorf in etwa zwischen der Zweinaundorfer Straße und der Oststraße. Im Osten grenzt er an die Sternsiedlung Ost. Er besitzt in groben Zügen eine rechteckige Gestalt und belegt eine Fläche von 18,51 Hektar. Er besitzt Zugänge von der Zweinaundorfer Straße im Norden (Buslinien 72 und 73), von der Sulzbacher Straße im Osten sowie von der Oststraße im Südwesten (Buslinie 60 bis Lipsiusstraße).
Der Letztere ist der Haupteingang mit der Friedhofsverwaltung. Von ihm führt eine 700 Meter lange Fahrstraße zur Friedhofskapelle. Das Wegenetz im westlichen, älteren Teil der Anlage verläuft im Wesentlichen rechtwinklig, während im Ostteil große Bogenwege vorherrschen. Mit reichlich altem Baumbestand ist der Friedhof eine parkähnliche Anlage.
Die Friedhofskapelle besteht aus einer massigen quadratischen Trauerhalle im neoromanischen Stil, an die sich ein Wirtschaftskomplex anschließt. Durch vier Dreiecksgiebel erhält ihr mit einem Kreuz gekröntes Pyramidendach eine interessante, turmähnliche Form. Der Eingangsbau besitzt ein Säulenportal. Die Trauerhalle, in deren Rundapsis eine Engelsfigur steht, weist 48 Sitzplätze und circa 30 Stehplätze auf. Die Kapelle besitzt ein Glockenspiel mit sechs Glocken aus Meißner Porzellan, das mehrmals am Tag erklingt.
Auf dem Friedhof gibt es mehrere Gedenkstätten, die an Opfer des Zweiten Weltkriegs und der nationalsozialistischen Gewaltherrschaft erinnern.
- Sowjetischer Ehrenhain zu Ehren und Gedenken der gefallenen sowjetischen Soldaten im Zweiten Weltkrieg.
- Gräberfeld der 766 Kriegstoten verschiedener Nationen die im Zweiten Weltkrieg fielen
- Polnische Gedenkstätte für im Zweiten Weltkrieg gefallene polnische Soldaten
- Gedenkstätte für 70 Erwachsene und Kinder, die Opfer der Euthanasie in Leipzig während des Nationalsozialismus wurden (eingeweiht am 8. Mai 2008)[3]
- Italienische Gedenkstätte für im Zweiten Weltkrieg gefallene italienische Soldaten
- Gedenkort für NS-Zwangsarbeiter (u. a. bei der HASAG)
- Gedenkort für Deserteure der Wehrmacht und deren Schicksal

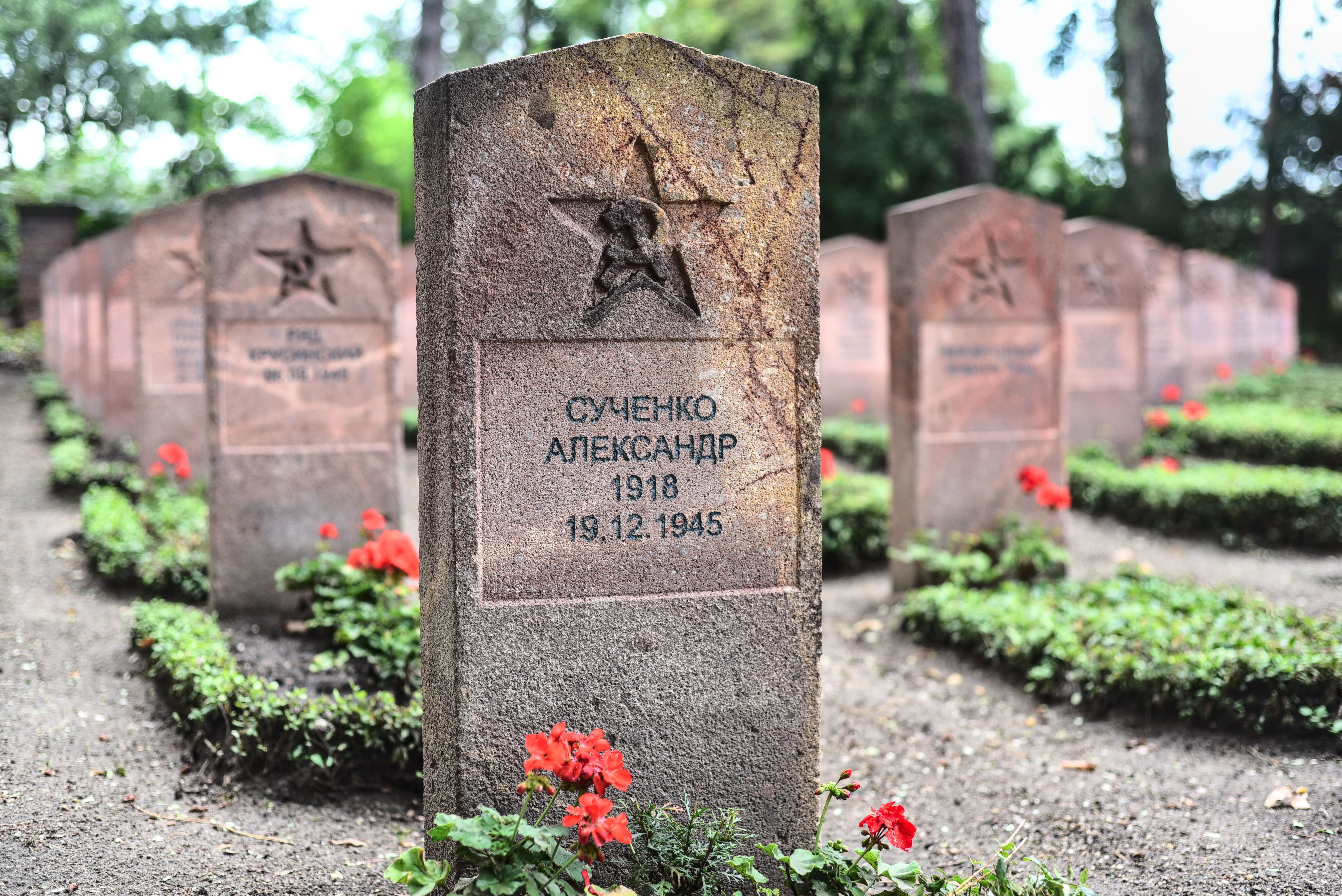
Sowjetischer Ehrenhain
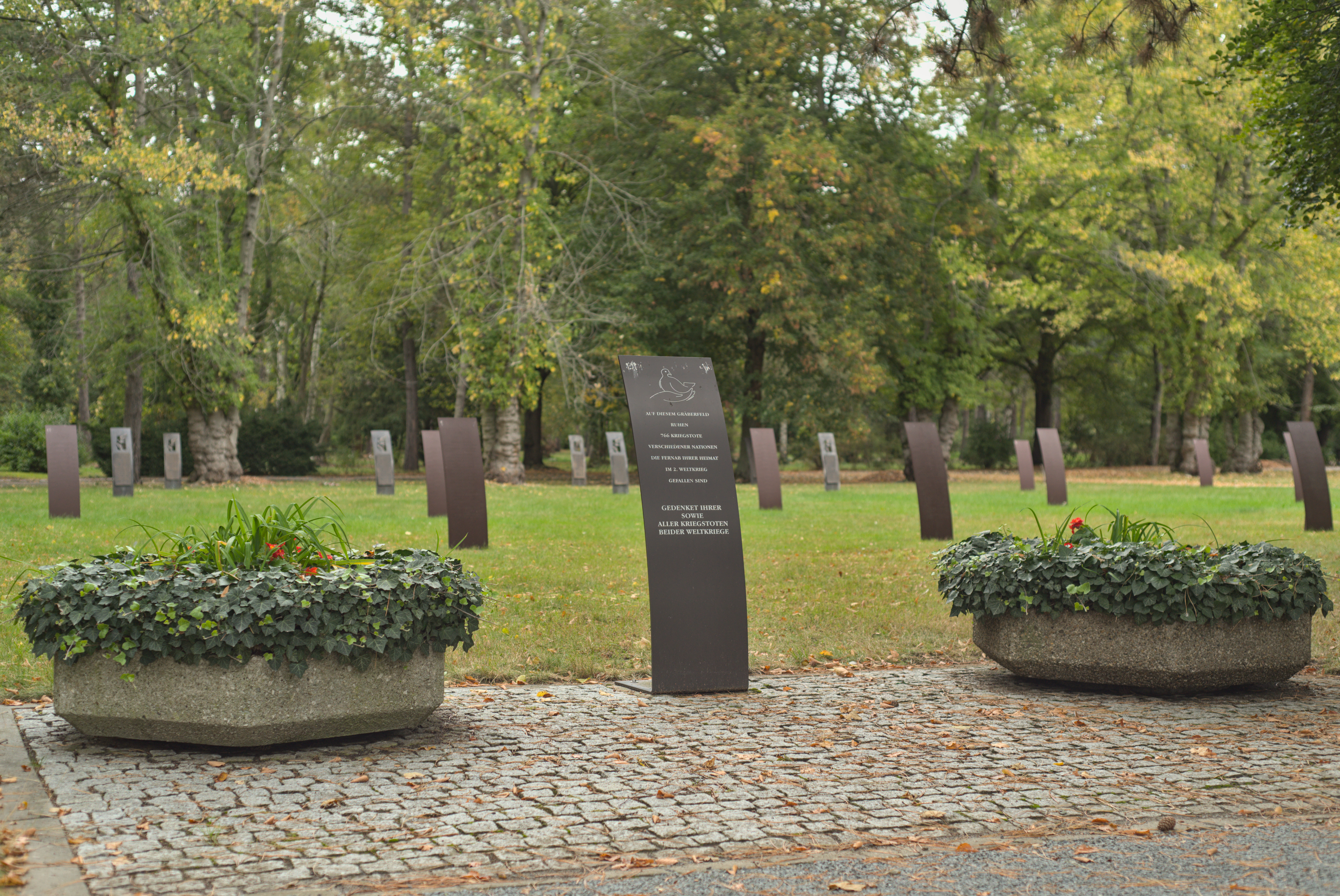
Gräberfeld der 766 Kriegstoten
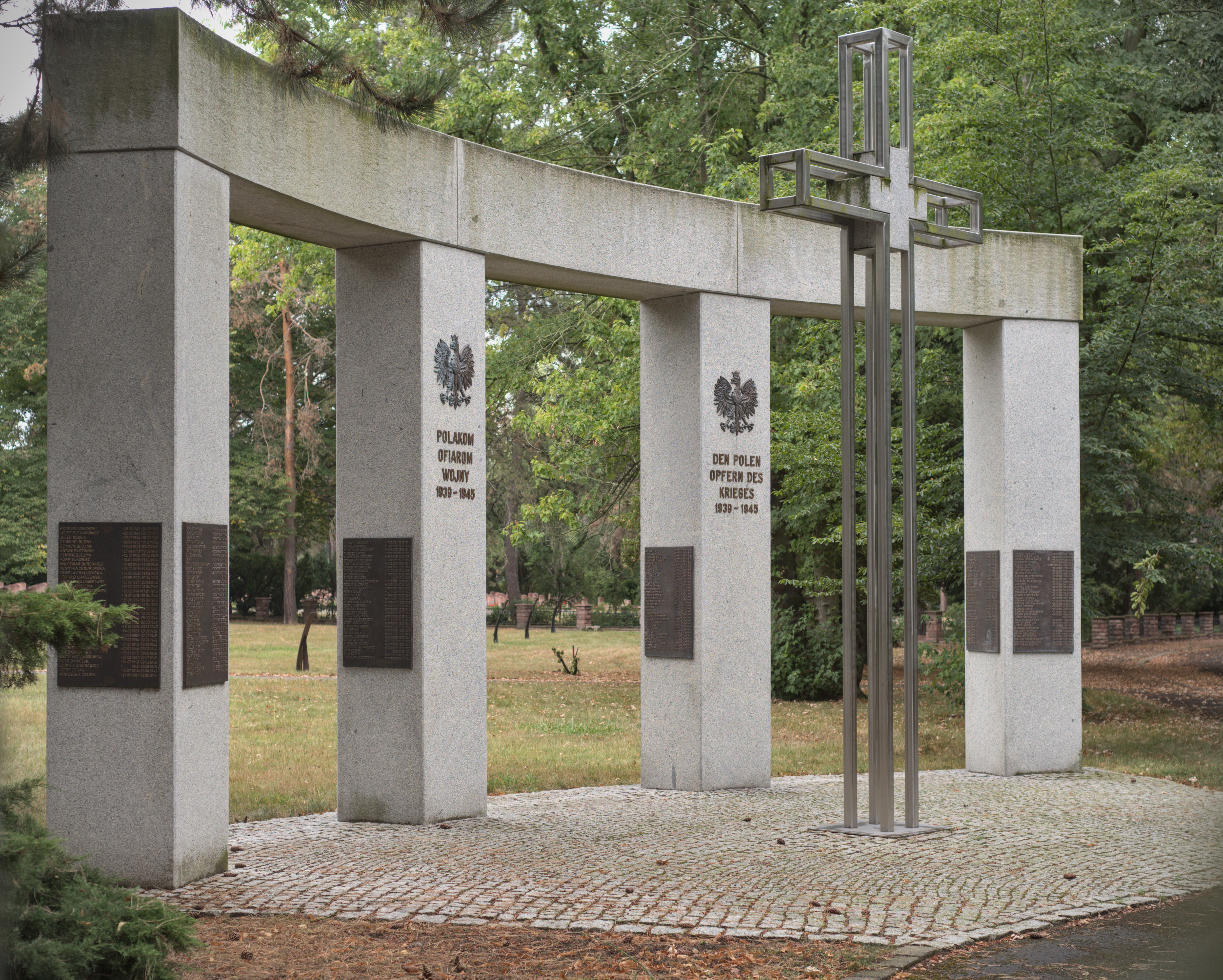
Gedenkstätte polnischer Kriegsopfer
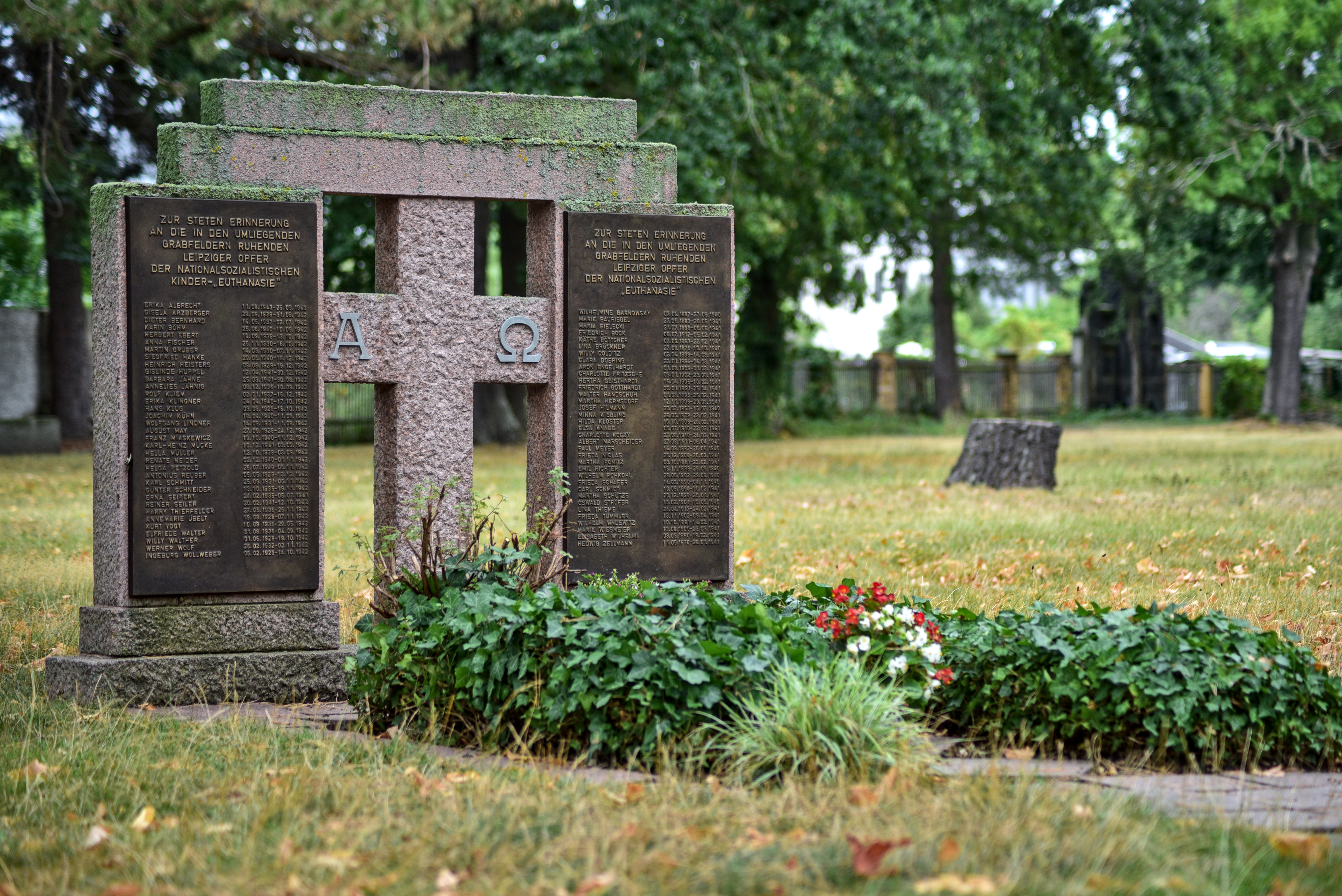
Gedenkstätte Leipziger Euthanasie-Opfer
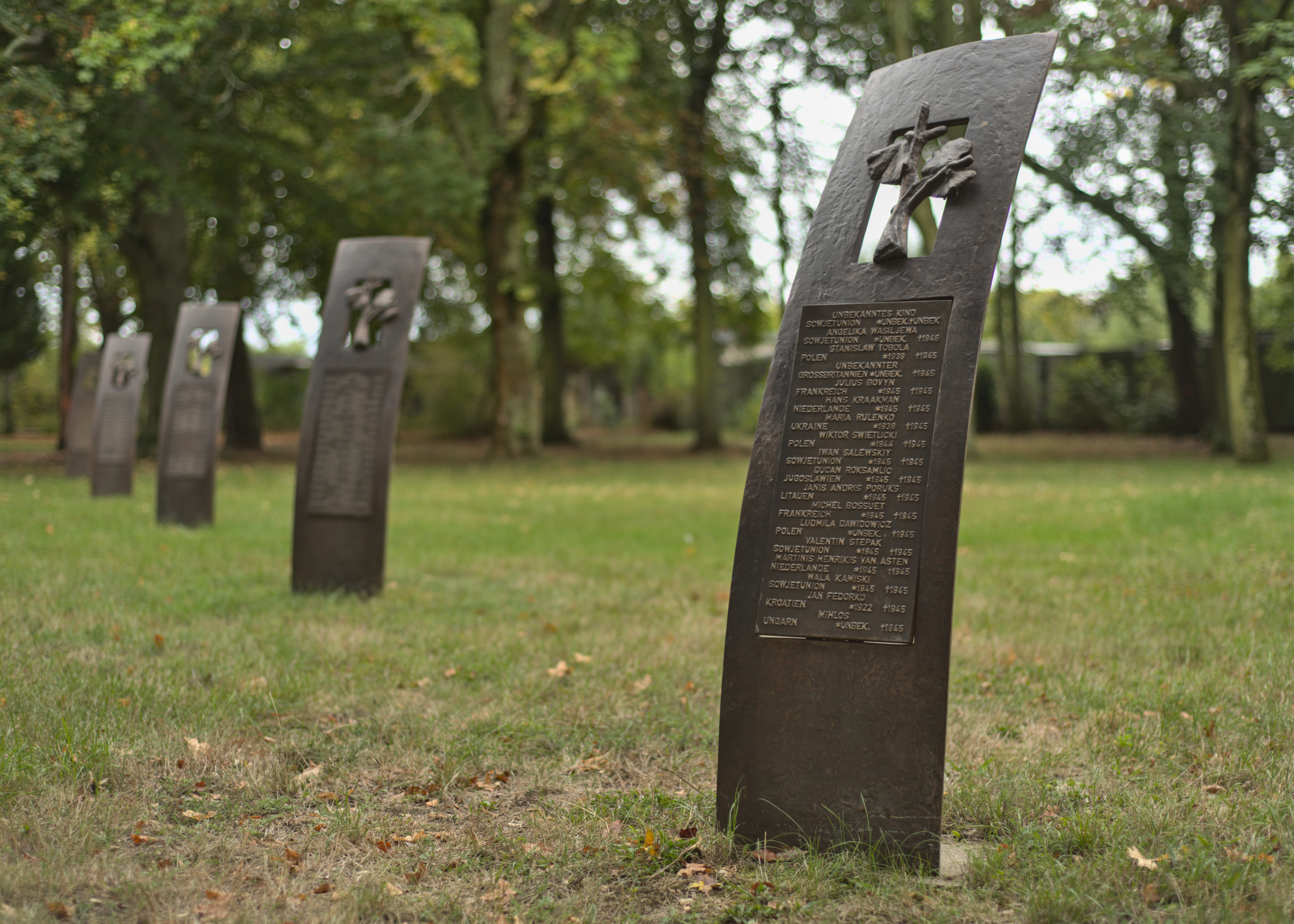
Gedenkstätte gefallener italienischer Soldaten
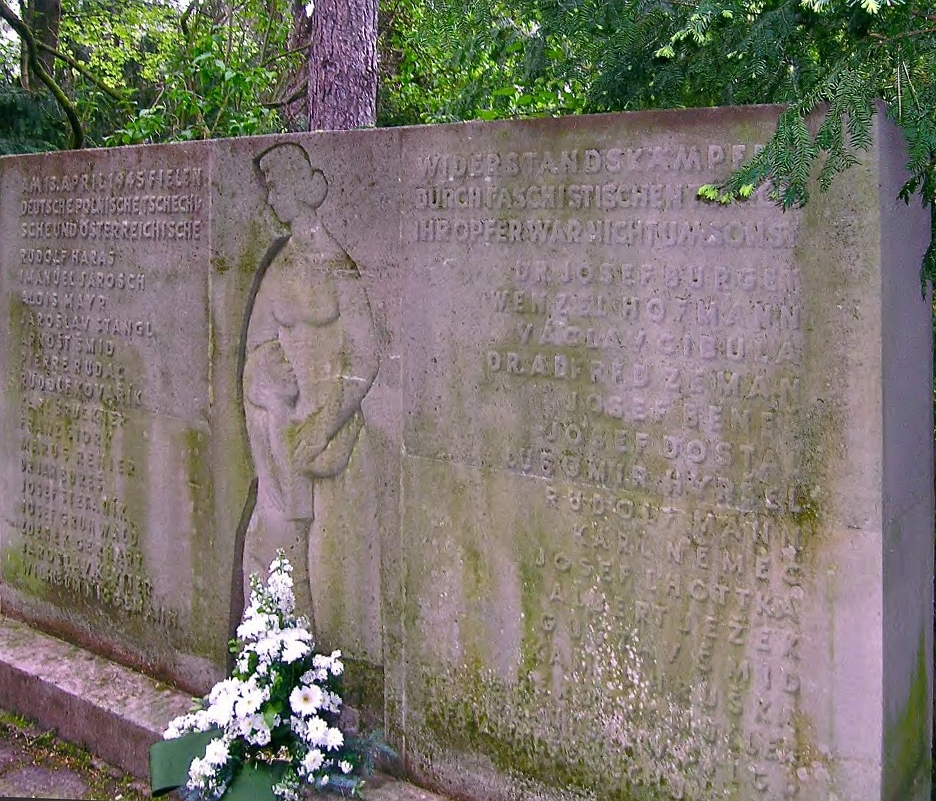
Gedenken für ein 1945 verübtes Massaker

## Geschichte
1879 verlegte die Gemeinde Reudnitz ihren 1843 eingerichteten Friedhof wegen Platzmangels und Bevölkerungszuwachses vom Platz des heutigen Reudnitzer Parks nach außerhalb der Stadt auf ein Gebiet an der heutigen Oststraße, damals Stötteritzer Weg. 1892 wurde in Anger-Crottendorf die Trinitatis-Kirchgemeinde gegründet, die den Friedhof ebenfalls nutzte, weshalb er Trinitatisfriedhof genannt wurde. Der Name Ostfriedhof tauchte in den Leipziger Adressbüchern erstmals 1942 auf.
Mit der Eingemeindung von Reudnitz und Anger-Crottendorf 1889 nach Leipzig ging der Friedhof in die Verwaltung des Stadtgartenamtes über; er wurde kommunaler Bestattungsort für den Ostteil der Stadt. Das machte eine Erweiterung des Friedhofs erforderlich, die der städtische Gartendirektor Otto Wittenberg (1834–1918) in östlicher und nördlicher Richtung vornahm (Bereiche II bis IV). Die bisherige kleine Friedhofskapelle wurde abgerissen und 1902 die noch heute bestehende durch Stadtbaudirektor Otto Wilhelm Scharenberg (1851–1920) errichtet.
Nach der Oktoberrevolution 1917 in Russland entstand ein spezielles Gräberfeld für Exilanten russisch-orthodoxen Glaubens, die bevorzugt nach Leipzig kamen, da hier an der Russischen Kirche eine eigene Gemeinde bestand.
Zu Beginn der 1940er Jahre wurde unter Gartendirektor Nikolaus Molzen (1881–1954) der Friedhof in östlicher Richtung auf mehr als das Doppelte erweitert (Bereiche V bis X). Molzen war wie Wittenberg Absolvent der Königlichen Gärtnerlehranstalt am Wildpark bei Potsdam, die im Jahr 1818 vom Gartenkünstler Peter Joseph Lenné (1789–1866) gegründet worden war. Molzens zu Ende des Zweiten Weltkriegs noch wenig belegter Teil des Friedhofs wurde in den ersten Nachkriegsjahren von der Bevölkerung zum Teil zum Gemüseanbau genutzt.
1950 erhielt die Friedhofskapelle das von Emil Paul Börner (1888–1970) entwickelte Porzellanglockenspiel, das erste dieser Art in Leipzig. Seit 1997 gibt es auf dem Ostfriedhof ein moslemisches Gräberfeld, und seit 2015 sind auch Baumbestattungen möglich.

## Beigesetzte Persönlichkeiten

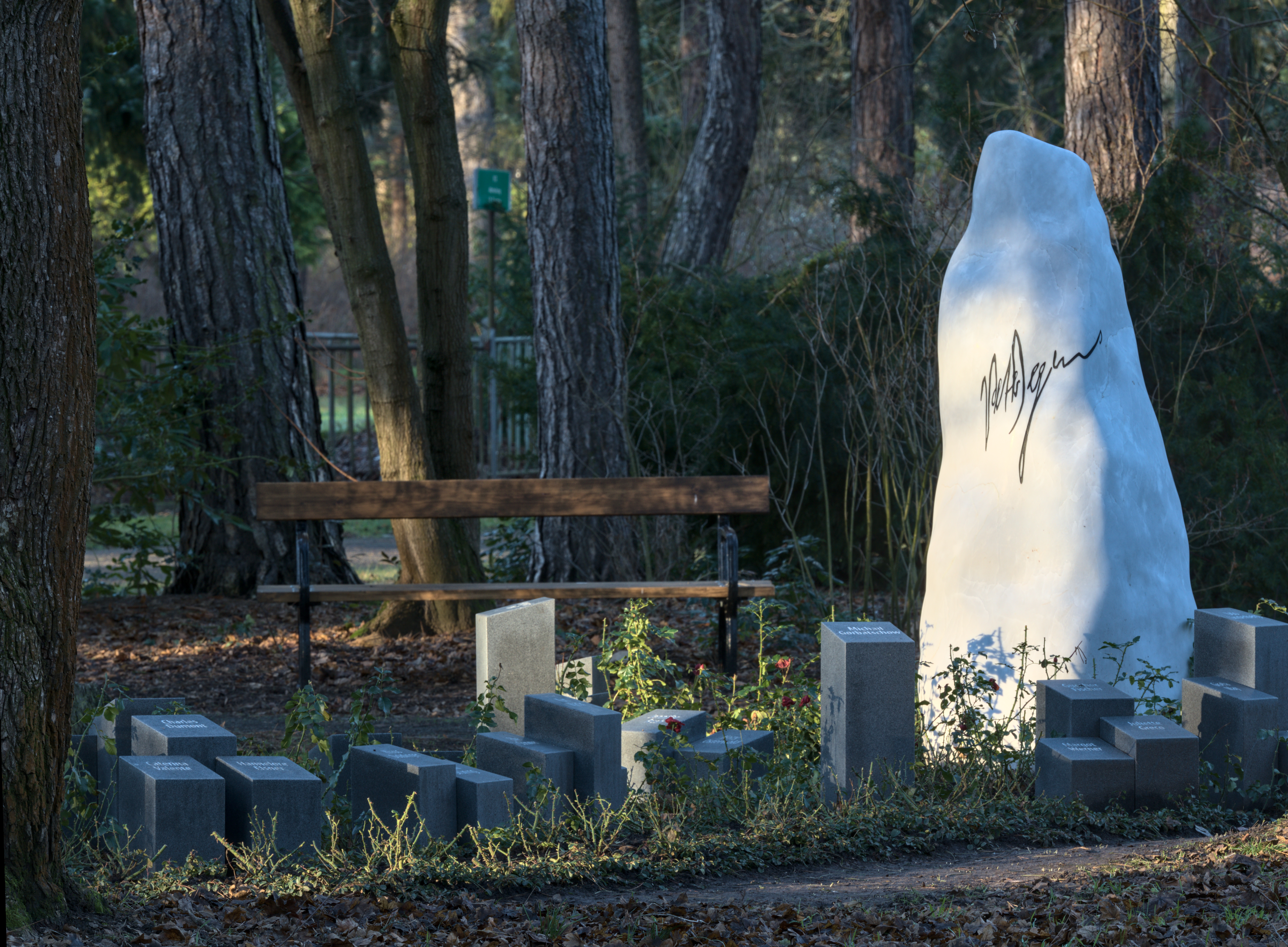
Grabstätte Peter Degners im Abschnitt IX 1

Obwohl die meisten berühmten Leipziger auf dem Südfriedhof beigesetzt sind, ruhen auf dem Ostfriedhof dennoch einige bedeutende Leipziger Persönlichkeiten.
- Hermann Eduard Förster (1861–1933), Inhaber der Pianofabrik Förster
- Nikolaus Molzen (1881–1954), Gartendirektor der Stadt Leipzig von 1920 bis 1948
- Max Borsdorff (1897–1917), Buchdrucker und Mitbegründer des Leipziger Spartakusbundes
- Felix Skoda (1894–1969), Maler und Grafiker
- Peter Degner (1954–2020), Eventmanager, Erfinder und Veranstalter der jährlichen Konzertreihe Classic Open (1994–2017) auf dem Leipziger Marktplatz[7]
- Renate Drescher (1932–2021), Regisseurin